# Cerotainia sola
Cerotainia sola är en tvåvingeart som beskrevs av Scarbrough och Perez-gelabert 2006. Cerotainia sola ingår i släktet Cerotainia och familjen rovflugor. Inga underarter finns listade i Catalogue of Life.